# Club Independiente BBC
El Club Independiente BBC es un club argentino, de la ciudad de Santiago del Estero en la provincia de homónima. Fue fundado el 4 de marzo de 1943 y su principal actividad es el básquet y participa en la Liga Argentina, segunda división nacional en dicho deporte.

## Instalaciones

### Estadio cubierto
Su nombre oficial es Israel Parnas, pero también es conocido como «El Gigante de la calle Salta», se encuentra ubicado en calle Salta 545, de la ciudad de Santiago del Estero.
El estadio fue reinaugurado en el año 2018 tras una remodelación, que incluyó la renovación del parquét y utilizado para la disputa de sus partidos como local. También puede ser sede de otras actividades deportivas como el voley. Considerado como uno de los estadios cubiertos más importantes de la provincia de Santiago del Estero.